# Fallon Fox
Fallon Fox (Toledo, Ohio; 29 de noviembre de 1975) es una artista marcial mixta estadounidense. Ha sido la primera luchadora de MMA abiertamente transgénero.

## Primeros años
Fox nació en la ciudad de Toledo (Ohio). Siendo joven, recuerda haber tenido problemas con su género a los cinco o seis años. De adolescente, Fox creía que podía haber sido homosexual, pero conoció el término "transgénero" a los 17. Fox siguió viviendo como un hombre heterosexual y se casó con su entonces novia a los 19 años, cuando ésta se quedó embarazada de su hija. A continuación, Fox se alistó en la Armada de los Estados Unidos para mantener a su nueva familia y sirvió como especialista de operaciones en el USS Enterprise.
Tras dejar la Marina, Fox se matriculó en la Universidad de Toledo, pero abandonó los estudios tras sufrir estrés psicológico por sus problemas de género no resueltos.
Tras dejar la universidad, Fox trabajó como camionera para poder costearse la cirugía de reasignación de sexo. Fox y su hija se trasladaron a Chicago (Illinois), y en 2006 viajó a Bangkok (Tailandia), para someterse a una operación de reasignación de sexo, aumento de pecho y trasplante de pelo en un hospital de la ciudad asiática.

## Carrera de artes marciales mixtas
Fallon Fox salió del armario como transgénero el 5 de marzo de 2013, durante una entrevista con la escritora de Outsports Cyd Zeigler y Sports Illustrated, después de sus dos primeros combates profesionales en la división femenina. La controversia creció por la confusión con la Comisión Atlética del Estado de California (CSAC) y la comisión atlética de Florida sobre el proceso de licencia que Fox decidió completar en Coral Gables. Después de que las publicaciones arrojaran luz sobre el procedimiento de concesión de licencias y la salida del armario de Fox, muchos comentaristas sacaron a relucir la cuestión de si una mujer a la que se le asignó un sexo masculino al nacer debería poder luchar en divisiones femeninas en combates de MMA.
El comentarista afroamericano de la UFC y comediante Joe Rogan se opuso a que Fallon Fox recibiera la licencia, diciendo:

En primer lugar, ella no es realmente un ella. Es una persona transgénero, postoperada. La operación no te rebaja la densidad ósea. No cambia. Miras las manos de un hombre y las de una mujer y son diferentes. Son más gruesas, más fuertes, tus muñecas son más gruesas, tus codos son más gruesos, tus articulaciones son más gruesas. Sólo la función mecánica de golpear, un hombre puede hacerlo mucho más fuerte que una mujer, punto.

Debido a la controversia y al procedimiento de concesión de licencias, el cofundador de la CFA, Jorge De La Noval, que promovió la pelea de Fox el 2 de marzo en Florida, aplazó el combate de Fox del 20 de abril. Sin embargo, De La Noval declaró posteriormente que su organización "no le dará la espalda... Mientras tenga licencia, siempre será bienvenida a nuestra promoción. Estamos detrás de ella y le damos todo nuestro apoyo". Fox afirmó en su entrevista de vídeo con Cyd Zeigler estar dentro de las reglas de organizaciones como el Comité Olímpico Internacional (COI) para transexuales postoperatorios y desea seguir luchando en MMA.
El 8 de abril de 2013, Matt Mitrione, en una aparición en The MMA Hour, dijo que Fox era "todavía un hombre", y llamó a Fox una "vergüenza" y un "monstruo mentiroso, enfermo, sociópata y repugnante". La UFC "se sintió horrorizada por los comentarios transfóbicos" que hizo, y, refiriéndose a sí misma como "amiga y aliada de la comunidad LGBT", suspendió inmediatamente a Mitrione, y le impuso una multa por un importe no revelado. Al día siguiente, Fox emitió una respuesta en la que afirmaba que Mitrione "me atacó personalmente como luchador, como mujer y como ser humano".
Si Fox posee o no una ventaja sobre las luchadoras cisgénero fue un tema tratado en la edición de abril de 2014 del programa Real Sports with Bryant Gumbel de HBO.
En una entrevista con el New York Post, la excampeona del peso gallo femenino de la UFC Ronda Rousey declaró que estaría dispuesta a pelear con Fox, afirmando que "puedo noquear a cualquiera en el mundo", aunque cree que Fox tiene una densidad y estructura ósea masculina, lo que conlleva una ventaja injusta.
En una entrevista con Out, Rousey dijo: "Creo que si pasas por la pubertad como un 'hombre' no es algo que puedas revertir [...] No hay botón para deshacerlo". El presidente de la UFC, Dana White, afirmó que "la estructura ósea es diferente, las manos son más grandes, la mandíbula es más grande, todo es más grande" y dijo: "No creo que alguien que solía ser un hombre y se convirtió en una mujer deba poder luchar contra una mujer".
Durante la pelea de Fox contra Tamikka Brents el 13 de septiembre de 2014, Brents sufrió una conmoción cerebral, una fractura del hueso orbital y siete grapas en la cabeza en el primer asalto. Tras su derrota, Brents acudió a las redes sociales para transmitir su opinión sobre la experiencia de pelear contra Fox: "He luchado contra muchas mujeres y nunca he sentido la fuerza que sentí en una pelea como aquella noche. No puedo responder si es porque nació hombre o no porque no soy médico. Sólo puedo decir que nunca en mi vida me había sentido tan dominada y eso que soy una mujer anormalmente fuerte", declaró. "Su agarre era diferente, normalmente podía moverme en el clinch contra otras mujeres, pero no podía moverme en absoluto en el clinch de Fox...".
Eric Vilain, director del Instituto para la Sociedad y la Genética de la Universidad de California en Los Ángeles1UCLA, trabajó con la Asociación de Comisiones de Boxeo cuando redactaron su política sobre los deportistas transexuales. Declaró en la revista Time que "los transexuales de hombre a mujer tienen significativamente menos fuerza muscular y densidad ósea, y mayor masa grasa, que los hombres" y afirmó que, para obtener la licencia, las boxeadoras transexuales deben someterse a "cambios anatómicos quirúrgicos completos..., incluidos los genitales externos y la gonadectomía" y, posteriormente, a un mínimo de dos años de terapia hormonal sustitutiva, administrada por un especialista certificado. 
En coincidencia general con la literatura científica revisada por pares, afirma que éste es "el entendimiento actual de la cantidad mínima de tiempo necesaria para obviar las ventajas relacionadas con el género de la hormona masculina en la competición deportiva". Vilain revisó el historial médico de Fox y afirmó que "cumplía claramente todas las condiciones". Cuando se le preguntó si, a pesar de todo, Fox podía ser más fuerte que sus competidoras, Vilain respondió que era posible, pero señaló que "el deporte está formado por competidoras que, por definición, tienen ventajas por todo tipo de razones genéticas". La propia Fox respondió a la polémica con una analogía en la que se comparaba a sí misma con Jackie Robinson en un editorial invitado para un sitio web de noticias sobre UFC y MMA:

¿Alguien ha visto alguna vez la película 42? ¿Recuerdan cuando los comentaristas decían que Jackie Robinson tenía una ventaja injusta porque los negros tenían "talones más grandes" que los blancos con los que competía? ¿Estamos repitiendo la historia una vez más con afirmaciones falsas sobre los huesos? ¿Podemos unir estas afirmaciones falsas al horrible lenguaje de Rogan dirigido a mí en el vídeo que publiqué la semana pasada? Soy una mujer transexual. Merezco el mismo trato y respeto que otros tipos de mujeres. Creo que todo esto es ridículamente innecesario y terriblemente mezquino.

El documental Game Face ofrece una mirada al interior de la vida de Fox durante el inicio de su polémica con las MMA.
En julio de 2022, la BBC se disculpó por entrevistar a Fox en el programa Today de BBC Radio 4. La BBC había sido criticada por no informar a los oyentes de que Fox se había enorgullecido de la violencia contra las mujeres. Un tuit de Fox en 2020 decía: "Para que conste, noqueé a dos. A una le fracturé el cráneo, a la otra no. Y para que lo sepas, lo disfruté. Ves, me encanta golpear a TEFS (sic) en la jaula que dicen tonterías transfóbicas. Es un placer". En respuesta a la BBC, Fox dijo: "Es parte de la cultura de las MMA hablar mal de los rivales. Se ve todo el tiempo. Sólo cuando lo hago yo, la gente se molesta".

## Vida personal
Fue criada como cristiana; posteriormente se ha considerado atea.

## Récord en artes marciales mixtas
| Resultado | Récord | Oponente           | Método                | Evento                          | Fecha                    | Ronda | Tiempo | Localización |
| --------- | ------ | ------------------ | --------------------- | ------------------------------- | ------------------------ | ----- | ------ | ------------ |
| Victoria  | 5–1    | Tamikka Brents     | TKO (puñetazos)       | CCCW: The Undertaking           | 13 de septiembre de 2014 | 1     | 2:17   | Springfield  |
| Victoria  | 4–1    | Heather Bassett    | Sumisión (armbar)     | Xtreme Fighting Organization 50 | 21 de marzo de 2014      | 2     | 0:44   | Chicago      |
| Derrota   | 3–1    | Ashlee Evans-Smith | TKO (puñetazos)       | CFA 12                          | 12 de octubre de 2013    | 3     | 4:15   | Coral Gables |
| Victoria  | 3–0    | Allanna Jones      | Sumisión (shin choke) | CFA 11: Kyle vs. Wiuff 2        | 24 de mayo de 2013       | 3     | 3:36   | Coral Gables |
| Victoria  | 2–0    | Ericka Newsome     | KO (rodilla)          | CFA 10: McSweeney vs. Staring   | 2 de marzo de 2013       | 1     | 0:39   | Coral Gables |
| Victoria  | 1–0    | Elisha Helsper     | TKO (injury)          | KOTC Wild Card                  | 17 de mayo de 2012       | 1     | 2:00   | Worley       |